# Orthotrichia cucullata
Orthotrichia cucullata is een schietmot uit de familie Hydroptilidae. De soort komt voor in het Australaziatisch gebied.